# المعروفية (عبس)

تعديل مصدري - تعديل

المعروفية هي إحدى قرى عزلة بني عضابي بمديرية عبس التابعة لمحافظة حجة، بلغ تعداد سكانها 159 نسمة حسب تعداد اليمن لعام 2004.